# Prettles
Prettles (frühere Namen auch Brettles, Prettlers oder Prettlas) ist eine Ortschaft in der Marktgemeinde Bad Traunstein im Bezirk Zwettl in Niederösterreich. Die Ortschaft hat 17 Einwohner (Stand 1. Jänner 2025).

## Geografie
Die Ortschaft liegt südwestlich von Bad Traunstein an einer exponierten Lage knapp unterhalb einer Bergkuppe und ist über die Landesstraße L 7198 erreichbar, die in Stein von der L 78 abzweigt. Einige östlich gelegenen Ortslagen von Prettles werden über die L 7198a erschlossen. Zur Ortschaft zählt auch die Rotte Hintere Waldhäuser sowie die Einzellagen Hüttenhof und Überländ. Zusammen mit diesen Lagen bestanden am 1. April 2020 in Prettles 13 Adressen.

## Geschichte
Der Ort wird 1556 zum ersten Mal schriftlich als Protless erwähnt, der Franziszeische Kataster aus dem Jahr 1823 zeigt den Ort mit drei Gehöften.
Im Jahr 1822 wurde der Ort als Dorf mit drei Häusern genannt, das nach Traunstein eingepfarrt war, wohin auch die Kinder eingeschult wurden. Die Herrschaft Rappottenstein besaß die Ortsobrigkeit, übte die Landgerichtsbarkeit aus, besorgte die Konskription und hatte die Grundherrschaft inne.
Nach dem Umbruch 1848 kam der Ort als Teil der Katastralgemeinde Stein zur ehemaligen Ortsgemeinde Moderberg (später direkter Ortsteil von ihr) und wurde nach deren Auflösung mit 1. Jänner 1968 ein Teil der Großgemeinde Traunstein.
Laut Adressbuch von Österreich war im Jahr 1938 in Prettles (damals Prettlers) ein Landwirt ansässig.